# Франсоа Луј Рузелет, маркиз од Шатореноа
Франсоа Луј Рузелет, маркиз од Шатореноа (фр. François Louis Rousselet de Châteaurenault; 1637 — 15. новембар 1716, Париз) је био француски вице адмирал, маршал и племић.
Учествовао је у Рату Велике алијансе и Рату за шпанско наслеђе.
По њему су назване две француске крстарице.